# Hipótoo
En la mitología griega Hipótoo o Hipotoonte era un rey de gran fuerza en Eleusis, en el Ática, que se libró de la muerte siendo niño de una manera prodigiosa.
Nació de los amores secretos de Poseidón con la bella Álope, la hija del malvado rey Cerción, aunque algunos autores afirman que este era su padre. Cerción, además de gobernar Eleusis, se había convertido en un temido bandido que retaba a los viandantes a un combate singular, prometiéndoles el reino si lograban vencer. Al estar dotado de una fuerza prodigiosa sometía a los vencidos o a los que rehuían de la lucha a una muerte terrible: doblaba los troncos de árboles cercanos uniendo sus ramas y ataba en ellas los miembros de sus víctimas, despedazándolos cuando soltaba los troncos y los árboles volvían a su posición original.
Conociendo la crueldad de su padre, Álope dio a luz a escondidas, ordenando a su nodriza que abandonara al recién nacido en el monte. Se salvó porque fue amamantado por una yegua hasta que dos pastores lo encontraron. Sin embargo, estos discutieron por quién se quedaba con el bebé y, sobre todo, con la rica túnica que lo cubría. Buscando un juez imparcial se dirigieron al rey, que de inmediato reconoció las vestiduras del niño. Montando en cólera, Cerción mandó emparedar a su hija y abandonó de nuevo al bebé en el bosque. Otra vez fue amamantado por la yegua, pero el pastor que lo encontró reconoció su ascendencia regia y lo escondió en su casa, llamándole Hipótoo en honor al animal que le salvó. 
Cerción conoció la derrota a manos de Teseo, que había descubierto las artes de la lucha, y murió de la misma forma que él había hecho con sus víctimas. Cuando Teseo venció a Cerción y se apoderó de Eleusis, puso a Hipótoo en el trono de Eleusis y enterró el cuerpo de Álope en el camino que va desde Eleusis a Megara, aunque Poseidón transformó el cuerpo de su desafortunada amante en una fuente que recibió su nombre. 
Hipótoo fue, en algunas versiones, uno de los valientes que participaron en la famosa caza del jabalí de Calidón y fue considerado un héroe por los áticos. De hecho, uno de los clanes en los que se dividió la región fue llamado Hippothoontis por él.